# Eugeniusz Zak

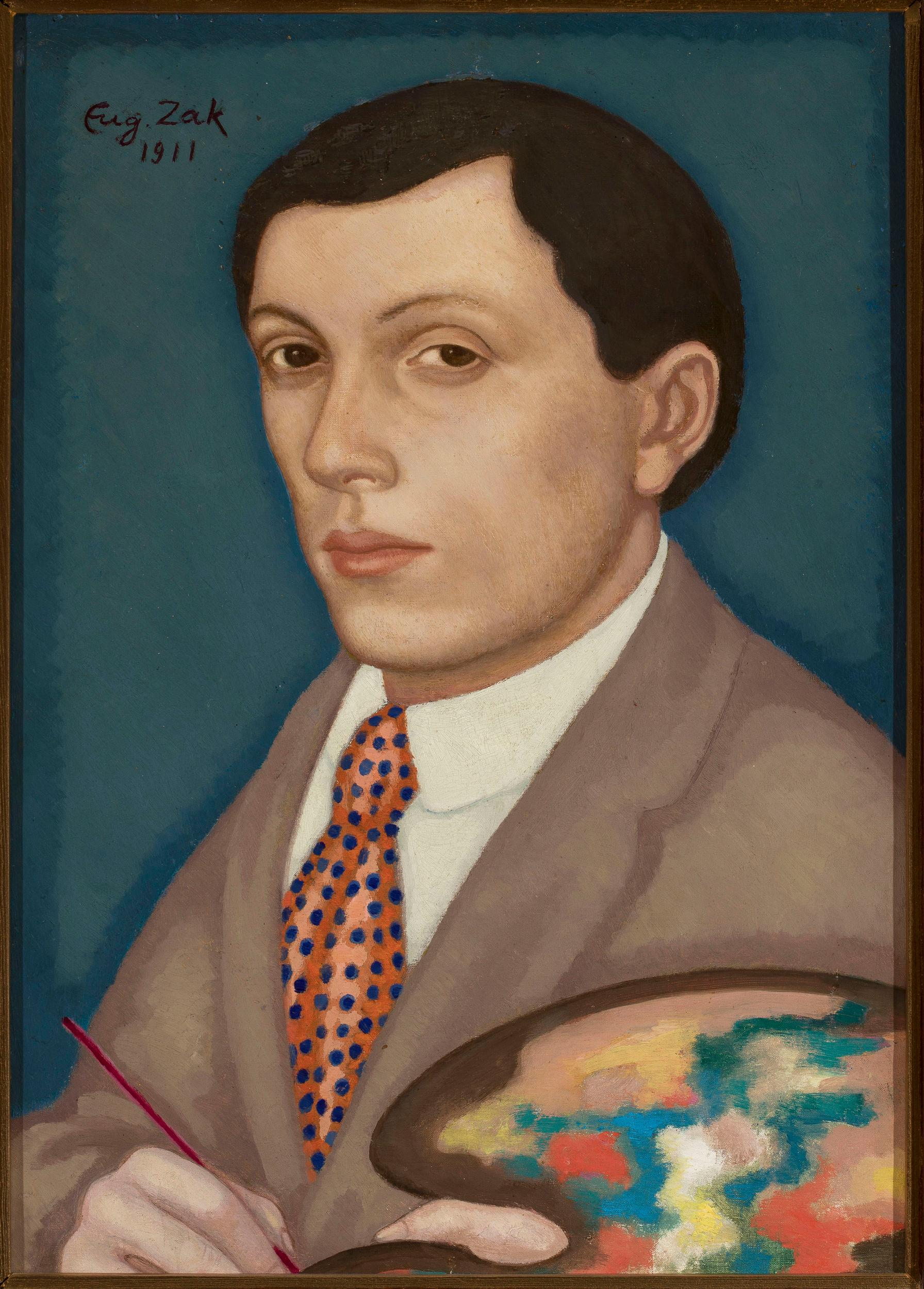
Selbstporträt, 1911

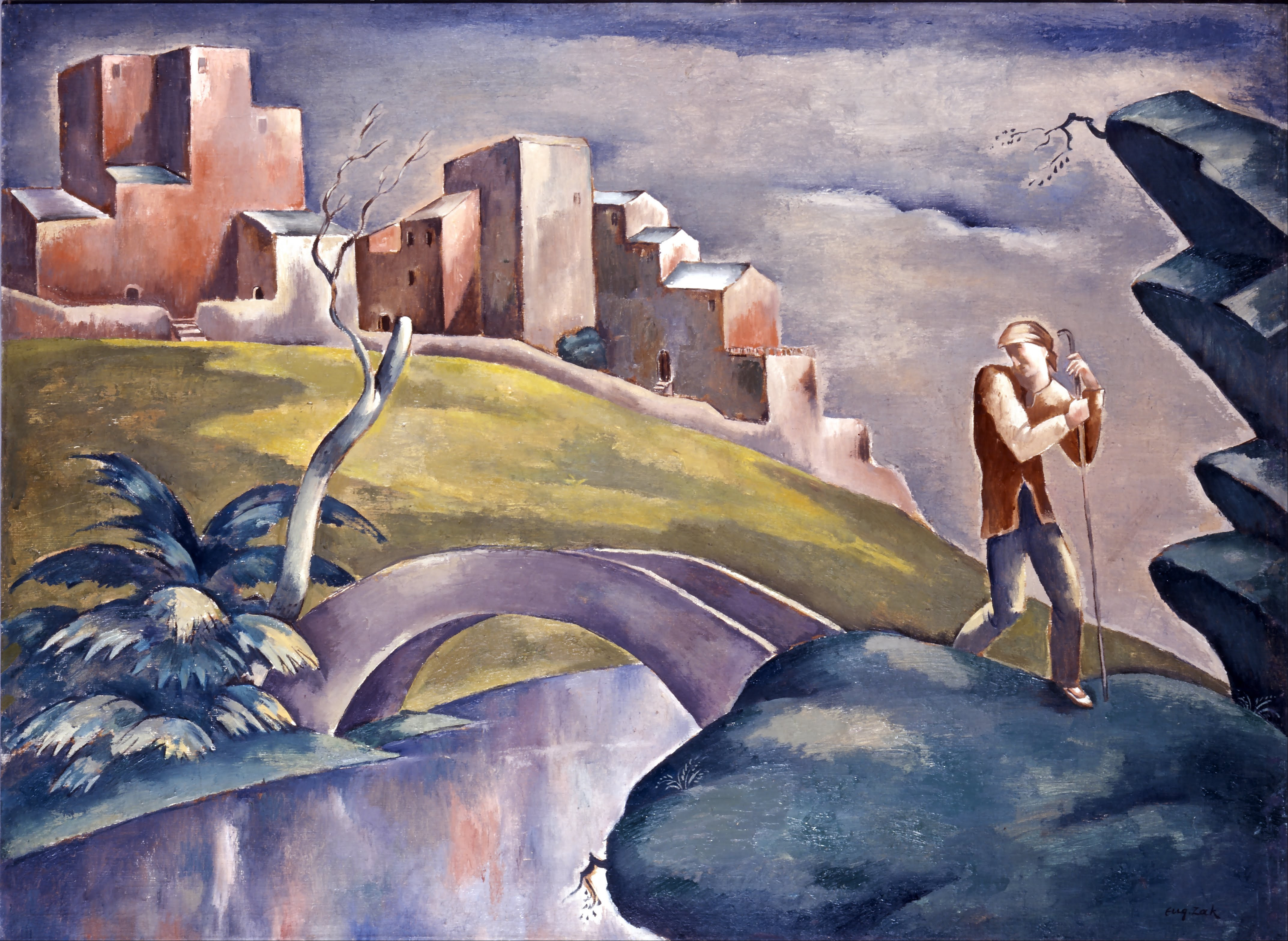
Landschaft mit Wanderer, 1921

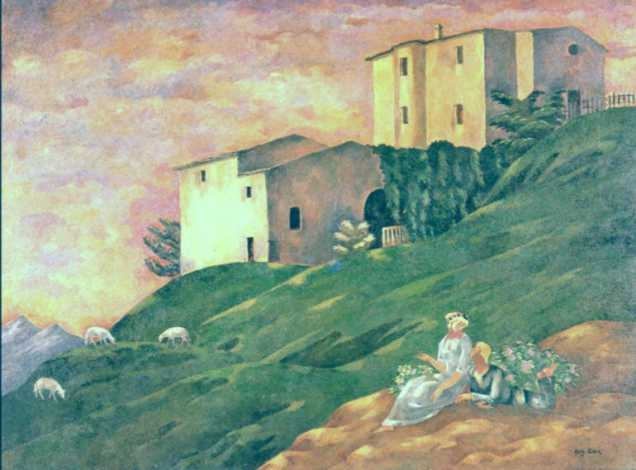
Szene mit Schafen, ca. 1923

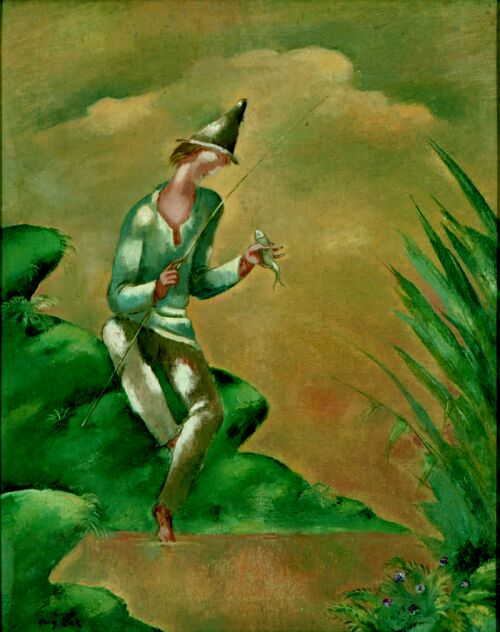
Angler, ca. 1924

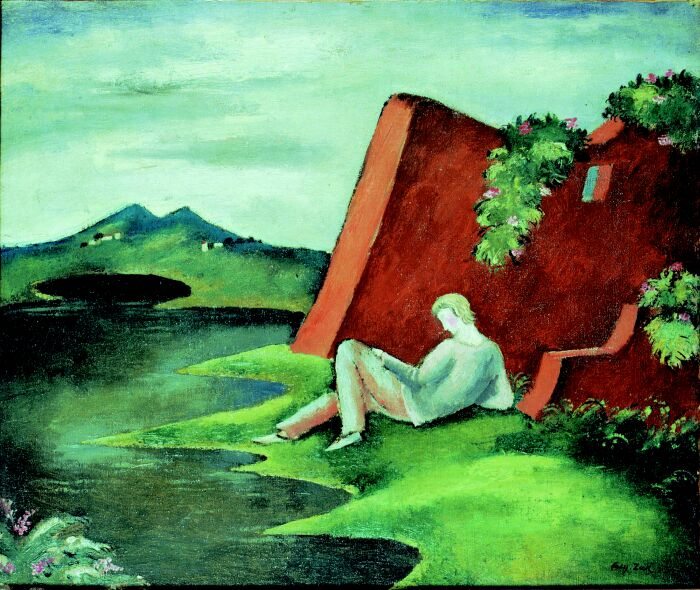
Landschaftsidylle mit liegendem Jugendlichen, ca. 1924

Eugeniusz Zak, eigentlich Eugeniusz Żak, (* 15. Dezember 1884 in Mogilno, Russisches Kaiserreich; † 15. Januar 1926 in Paris) war ein polnischer Maler und bedeutender Vertreter der École de Paris.

## Leben
Eugeniusz Zak stammte aus einer polnisch-jüdischen Familie, die in Mogilno im Gouvernement Minsk (heute Weißrussland) lebte. Sein Vater war Ingenieur. Als Kind zog er 1892 nach Warschau, wo er die Oberschule abschloss. Im Jahr 1902 ging er nach Paris, um sich dort künstlerisch ausbilden zu lassen – zunächst in der École des Beaux-Arts im Atelier von Jean-Léon Gérôme, danach an der Académie Colarossi unter Albert Besnard. 1903 reiste er nach Italien, um schließlich in München für kurze Zeit die private Malschule des slowenischen Künstlers Anton Ažbes zu besuchen.
1904 kehrte er nach Paris zurück. Im selben Jahr debütierte er in der Herbstausstellung des Pariser Salons. Bereits zwei Jahre später sollte er hier Mitglied der Jury (Sektion Zeichnen) sein. In den Jahren 1906 bis 1908 bereiste er mehrfach die Bretagne. In Paris war er in der polnischen Künstlerkolonie aktiv und war ein Mitglied der Gesellschaft Polnischer Künstler in Paris. Er war neben anderen mit Roman Kramsztyk, Wacław Borowski, Leopold Gottlieb, Elie Nadelman, Mela Muter, Tytus Czyżewski und Zygmunt Menkes befreundet.
Schnell wurde Zak bekannt. Der französische Staat erwarb 1910 eines seiner Bilder für das Pariser Musée du Luxembourg und 1911 fand eine Einzelausstellung in der renommierten Pariser Galerie Druet statt. Er hatte ein enges Verhältnis zu bedeutenden Kunstkritikern wie Adolphe Basler und André Salmon, die ihn förderten. Im Jahr 1912 wurde er zum Professor an der Académie de la Palette berufen. 1913 heiratete er Jadwiga Kon. Die Zeit von 1914 und 1916 verbrachte er in Südfrankreich (Nizza und Saint Paul de Vence) und Venedig. Er besuchte auch Lausanne.
1916 kehrte er mit seiner Familie nach Polen zurück und ließ sich in Częstochowa, der Heimatstadt seiner Frau, nieder. Er wurde Anhänger der zukünftigen „Formisten“. Anlässlich regelmäßiger Besuche in Warschau und Kontakte in der dortigen Künstlerszene wurde er 1921 Mitbegründer der Gruppe Rhythmus (polnisch: „Rytm“). 1922 verließ er Polen erneut. Nach einem Aufenthalt in Berlin war er in Bonn, wo er in der Villa des Architekten Fritz August Breuhaus Malereien ausführte. Er veröffentlichte auch Artikel in der Zeitschrift „Deutsche Kunst und Dekoration“. 1923 zog er wieder nach Paris, wo er erneut mit Zygmunt Menkes und Marc Chagall zusammentraf. Zak starb 1926 an einem Herzinfarkt.

## Werk
In einer frühen Periode (1904 bis 1910) malte Zak Porträts in Öl mit braun-schwarzen Tönen sowie Köpfe und Büsten, die von den Arbeiten von Künstlern wie Leonardo da Vinci, Sandro Botticelli, Michelangelo, Albrecht Dürer und François Clouet beeinflusst waren. Später sind Anklänge an die Stilrichtung der Nabis-Vertreter zu erkennen. Folkloristische Elemente der Bretagne finden sich in anderen Bildern. Von 1910 bis 1929 schuf er viele idyllische Kompositionen, oft mit Menschen vor einem Gewässer. Landschaften und Architektur werden in einem geometrischen und rhythmischen Stil präsentiert. In dieser Periode sind Reminiszenzen an Werke von Pierre Puvis de Chavannes oder Maurice Denis oder auch Paul Cézanne zu erkennen. Seine kubistisch gestalteten Häuser und Gesteinsmassen komponierte Zak stets mit einem ihm eigenen, dekorativen Rhythmus aus gebrochenen Farben und zurückhaltendem Ausdruck. In den Werken, die er in den Jahren 1917 bis 1920 schuf, ersetzten der Gesellschaft entrückte, depressiv wirkende Einzelgänger oft die vorher verwendeten, lebensnahen Figuren von Fischern, Matrosen, Kaufleuten oder Familien. In seiner letzten Schaffensperiode wurden die Werke wieder licht- und lebensfroher. Sie öffnen sich teilweise dem Impressionismus. Die von Zak verwendeten Techniken und Formen sind charakteristisch für sein Werk und geben seinen Bildern einen hohen Erkennungsfaktor.

„Der jungverstorbene Eugeniusz Zak, der an unseren Georg Merkel erinnert, ist von verträumter Zartheit in seinen wie Märchen anmutenden Bildern (‚Marionettentheater‘, ‚Landschaft‘).“

## Ausstellungen
Zu Lebzeiten wurden Einzelausstellungen des Künstlers in Paris (1911 und 1925) und Warschau (1917) veranstaltet. Seine Werke wurden 1904 auf der Ausstellung des Pariser Salons und auf einer Vorstellung polnischer Künstler aus Paris in Barcelona im Jahr 1912 gezeigt. Zak stellte 1913 auf den Armory Shows in New York, Chicago und Boston aus, 1914 auf der Biennale in Venedig und 1924 auf den Pariser Ausstellungen des französisch-polnischen Verbandes („Association France-Pologne“). In Polen war er in Ausstellungen der Gruppen und Verbände „Sztuka“, „Rytm“, Polnischer Kunstclub (polnisch: „Polski Klub Artystyczny“), New Group und der später als „Formisten“ bezeichneten Künstlergemeinschaft vertreten.
Posthume Ausstellungen wurden unter anderem 1926 in Paris, Warschau und Düsseldorf, 1927 in New York, 1928 in Buffalo und 1929 in London organisiert. Ebenso zeigte die von seiner Frau Jadwiga Zak (geboren 1885; gestorben in Auschwitz 1944) in Paris nach seinem Tod geführte „Galerie Zak“ noch mehrfach seine Werke. Diese Galerie war in den 1930er Jahren sehr reputiert und veranstaltete viele Debütausstellungen, wie für das Pariser Komitee oder Wassily Kandinsky.